# Testimoni di Geova

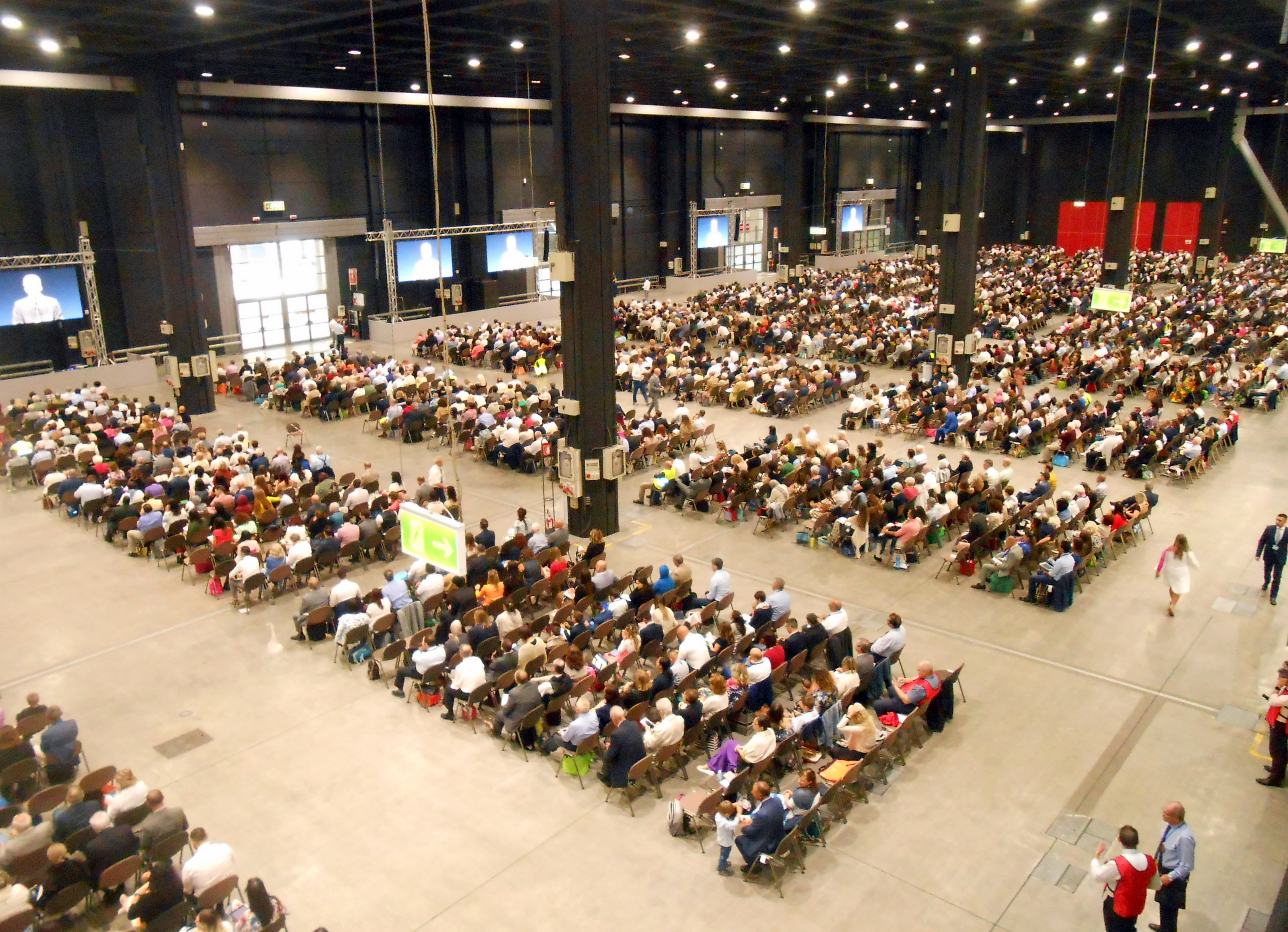
Milano Convention Centre, - Milano 27 luglio 2023 - Congresso 2023 dei Testimoni di Geova

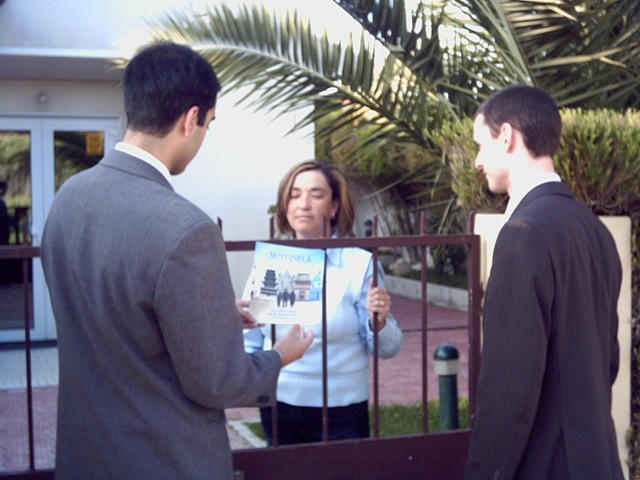
Testimoni di Geova che predicano la loro fede di casa in casa usando la Traduzione del Nuovo Mondo delle Sacre Scritture e la rivista La Torre di Guardia

I Testimoni di Geova sono un movimento religioso cristiano, teocratico, millenarista e restaurazionista; originariamente denominati "Studenti Biblici", derivano dalla congregazione di un gruppo di studenti della Bibbia fondata nel 1870 in Pennsylvania da Charles Taze Russell, e sostengono di praticare il ripristinato cristianesimo delle origini. Secondo un rapporto dell'organo collegiale che dirige l'organizzazione, il Corpo direttivo, al 2024 sono 9.043.460 i Testimoni di Geova attivi in tutto il mondo, con 118.767 
congregazioni esistenti in 240 Paesi.

## Denominazione
In origine i Testimoni di Geova erano noti come Studenti Biblici.
Il nome attuale fu adottato il 26 luglio 1931 all'assemblea svoltasi a Columbus, durante la quale Joseph Franklin Rutherford, secondo presidente della Watchtower Society, pronunciò il discorso Il regno, la speranza per il mondo, con l'accettazione della risoluzione Un nuovo nome, nella quale si dichiarava: "Desideriamo essere conosciuti e chiamati con il nome, cioè, testimoni di Geova".
La scelta di quel nome si ispirava a Isaia 43.10, che nella traduzione del Nuovo Mondo delle Sacre Scritture edizione 2017 recita:
Il nome "Geova" è la resa italiana del tetragramma biblico, la sequenza di lettere che compongono il nome del dio giudaico-cristiano, con l'aggiunta delle vocali di "Adonai".
Si precisa che la pronuncia del nome di Dio (יהוה, YHWH), contenuto nel testo ebraico 6.827 volte, non si conosce, infatti nel corso dei secoli è andata perduta. La ragione di tale perdita va individuata nell'atteggiamento degli scribi e dei Masoreti, i quali temevano che l'uso del nome proprio di Dio implicasse la violazione del divieto biblico di nominare il nome di Dio invano; pertanto evitarono di utilizzarlo, sostituendolo con il termine "Signore". Il nome Geova d'altronde, pur vantando un uso antecedente alla fondazione del movimento dei Testimoni di Geova ad esempio presso i teologi medioevali non rappresenta neppure per i testimoni l'esatta pronuncia del nome di Dio.
Questi affermano che, allo stesso modo in cui non ci si astiene dal pronunciare il nome di Gesù, benché non se ne conosca la pronuncia, il non sapere quale sia la vocalizzazione del nome divino non vieta di usarlo. Per essi l'uso del nome di Dio ha valenza teologica per identificare e santificare il Dio della Bibbia; l'importante per loro è che tale nome sia usato e conosciuto nella propria lingua e per questo accettano l'uso del termine "Geova". Ciò che, in effetti, più conta per i testimoni di Geova è il significato del nome divino, come pure le sue implicazioni, ovvero che, come afferma la Bibbia in Esodo 3:14, 15, Dio è in grado di divenire qualunque cosa sia necessario affinché si adempia il suo proposito di rivendicazione della sua sovranità universale e di salvezza per l'umanità.

## Storia

### La nascita deLa Torre di Guardiae degli Studenti Biblici

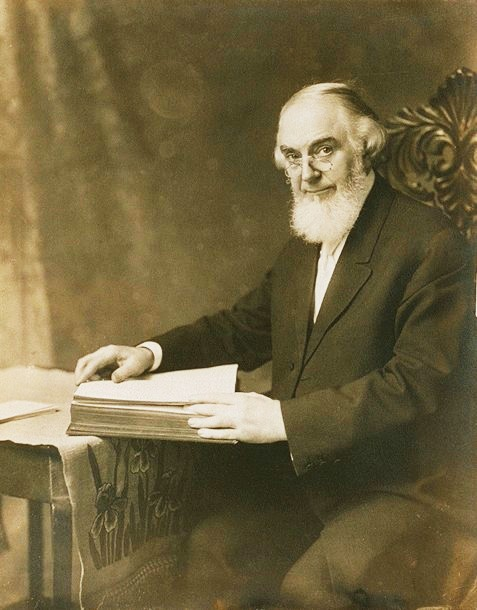
Charles Taze Russell, fondatore del movimento, nel 1870

Il primo nucleo degli attuali Testimoni di Geova nacque nel clima millenarista che vi era negli Stati Uniti nel XIX secolo. Dopo aver superato una crisi di fede grazie alla predica dell'avventista Joseph Vendell, Charles Taze Russell, un commerciante di Allegheny (Pennsylvania), iniziò a incontrarsi, a partire dal 1870, con alcuni suoi conoscenti per studiare sistematicamente la Bibbia, convincendosi che il tempo della fine era vicino. Nel 1876 Russell intraprese una collaborazione con l'avventista Nelson H. Barbour, direttore della rivista Herald of the Morning di Rochester. Balbour pubblicò, ispirato da Russell, I Tre Mondi o il Piano di Redenzione (1877), nel quale si indicava il 1914 come data della fine del sistema di cose.
Nel luglio 1879, a seguito di disaccordi dottrinali sul riscatto di Cristo, Russell si dissociò da Balbour e fondò una propria rivista, La Torre di Guardia di Sion ed araldo della presenza di Cristo, e ne fu direttore ed editore con l'aiuto di cinque collaboratori.
Nel 1881 ha co-fondato Società del tratto della torre di guardia di Sion con William Henry Conley come presidente.
Nel 1884 fondò una società per la pubblicazione dei suoi scritti, Società dei Trattati della Torre di Guardia di Sion, in conformità alla legge sugli enti non lucrativi del Commonwealth di Pennsylvania. Nel 1884 la società fu ufficialmente registrata, con Russell come presidente. Russell ha scritto molti articoli, libri, volantini, opuscoli e prediche, per un totale di circa 50.000 pagine stampate. I sostenitori di Russell iniziarono a definirsi Studenti biblici.
Dal 1886 al 1904, pubblicò una serie di studi biblici di sei volumi originariamente intitolata Millennial Dawn, successivamente ribattezzato Studi nelle Scritture, quasi 20 milioni di copie sono state stampate e distribuite in tutto il mondo in diverse lingue durante la sua vita (un settimo volume è stato commissionato dal suo successore come presidente della società, Joseph Rutherford, e pubblicato nel 1917). La Watch Tower Society cessò la pubblicazione degli scritti di Russell nel 1927, sebbene i suoi libri siano ancora pubblicati da diversi gruppi indipendenti.
Russell divenne uno dei predicatori più noti degli Stati Uniti. Verso la fine degli anni novanta del XIX secolo l'attività di evangelizzazione e di promozione della congregazione iniziò ad essere perseguita anche attraverso assemblee pubbliche, mentre dall'inizio del XX secolo ebbe eco anche su molti quotidiani americani, canadesi ed inglesi del tempo, che pubblicarono regolarmente i sermoni di Russell. Secondo le fonti ufficiali del movimento nel 1913, tramite 2000 giornali, i sermoni di Russell raggiunsero quindici milioni di lettori. Nel 1912 gli studenti biblici produssero un film chiamato "Fotodramma della Creazione", un insieme di diapositive e filmati sincronizzati con registrazioni musicali e discorsi incisi su dischi. Nel gennaio 1914 ne venne presentata la prima a New York e, secondo le fonti dei testimoni, fu visto gratuitamente da circa 9.000.000 di persone.
Alla morte di Russell, avvenuta nel 1916, gli succedette alla presidenza della Società Torre di Guardia il giudice Joseph Franklin Rutherford. Rutherford rilanciò le profezie bibliche in cui credeva Russell, quindi riorganizzò gli studenti biblici per un'opera di predicazione mondiale.

### Rutherford: riorganizzazione interna
Dopo la morte di Russell, nel 1916, l'organizzazione divenne, sotto la guida di Joseph F. Rutherford, sempre più teocratica e basata sulla nozione di ubbidienza alla volontà di Dio e sul fervore missionario. Ciò, assieme a consistenti modifiche della dottrina originale di Russell, portò alla separazione dal movimento di alcuni gruppi, tra cui la Chiesa del Regno di Dio, la Chiesa cristiana millenarista e la Dawn Bible Students Association. Per poter distinguere gli Studenti biblici dagli altri gruppi russeliti nati dalle scissioni, nel 1931 Rutherford propose con successo di adottare il nome "Testimoni di Geova". Alcune delle innovazioni erano legate alla predicazione di casa in casa, che con Rutherford divenne requisito fondamentale per ogni appartenente del gruppo compresi gli anziani, ovvero coloro i quali avevano compiti di responsabilità all'interno della comunità.
Nel 1920 Rutherford pubblicò il libro Milioni ora viventi non moriranno mai: in esso esponeva 477 prove, tratte da personali interpretazioni della Bibbia e della storia, sulla base delle quali sosteneva che il mondo sarebbe presto finito e che a molti in vita sarebbe stata offerta l'opportunità di non morire, ma di entrare nel pacifico governo di Geova.
Tra gli anni '50 e '60, sotto la guida di Knor, il movimento aumentò considerevolmente i suoi fedeli.

### Evoluzione dottrinale
Nel corso dei decenni, in particolare a partire dalla presidenza Rutherford, i Testimoni di Geova hanno modificato le loro dottrine tramite nuovi intendimenti.
L'insegnamento di Russell secondo cui la piramide di Cheope fu costruita sotto la direzione di Dio fu ribaltato nel 1928, quando Rutherford affermò che era stata costruita sotto la direzione di Satana allo scopo di ingannare il popolo di Dio negli ultimi giorni. L'annuncio provocò ulteriori defezioni tra gli Studenti Biblici di lunga data. Tra il 1926 ed il 1927 i testimoni di Geova abbandonarono il formale abito scuro da cerimonia con cui fino ad allora gli oratori della congregazione tenevano discorsi pubblici.
Nel 1921 gli Studenti Biblici, attraverso le pubblicazioni Watch Tower, presentarono in modo negativo le vaccinazioni. Solo il 1º novembre 1953 la Torre di Guardia si espresse sull'argomento, spiegando che la decisione di vaccinarsi è una questione personale e non religiosa.
Nel 1927, sulla base dell'interpretazione del testo biblico di Levitico 3:17 ed Atti 15:20,29, iniziarono un percorso esegetico che nel 1945 li porterà a definire la propria posizione di rifiuto del sangue sia come cibo (infatti non mangiano sanguinacci o cibi preparati con il sangue animale sostenendo che questo era il rifiuto dei cristiani del I secolo, come fa rilevare Tertulliano nel suo Apologetico e Marco Minucio Felice nell'Octavius), sia nelle trasfusioni.
Nel 1927 il Natale fu dichiarato di origine pagana. La festa della mamma fu condannata nel 1931, mentre altre festività e compleanni furono ufficialmente rinunciati negli anni successivi.
Nel 1928 Rutherford scartò l'insegnamento di Russell secondo cui gli ebrei naturali sarebbero stati restaurati in Palestina e sarebbero tornati nel favore di Dio, nonostante avesse dichiarato dieci anni prima che le profezie della loro restaurazione si stavano già avverando con la conquista britannica della Palestina dalla Turchia durante la prima guerra mondiale. Negò che ci fosse un ruolo per gli ebrei nella disposizione del Regno di Dio e nel 1933 aveva ribaltato il precedente insegnamento di Russell, sostenendo che eminenti leader aziendali ebrei erano "arroganti, presuntuosi ed estremamente egoisti" e non avrebbero ottenuto alcuna posizione di favore presso il Dio degli ebrei. L'insegnamento secondo cui Dio avrebbe riportato gli ebrei in Palestina fu interrotto più o meno nello stesso periodo.
Nel 1930 Rutherford pubblicò una reinterpretazione sistematica del libro dell'Apocalisse. Molti dei simboli registrati nel libro furono applicati ad eventi successivi al 1918, in particolare ai congressi della Watch Tower tenuti negli anni dal 1922 al 1928. Queste reinterpretazioni riflettevano sia un rifiuto totale delle sue stesse opinioni precedenti, sia la interpretazioni storicistiche del pastore Russell.
Ad un convegno di Washington DC nel 1935, Rutherford rifiutò l'insegnamento di Russell secondo cui la "grande compagnia" di Apocalisse 7:9 era una "classe spirituale secondaria" composta da milioni di cristiani che sarebbero stati resuscitati in cielo oltre ai 144.000 "eletti", e invece sostenevano che la "grande moltitudine", le "pecore" di Matteo 25 e i "Gionadab" di 2 Re capitolo 10 raffigurano tutte le persone che potrebbero potenzialmente sopravvivere ad Armaghedon e ricevere la vita umana eterna sulla terra se diventassero Testimoni di Geova prima di esso.
Nel 1935 Rutherford si oppose alle leggi statali statunitensi che imponevano agli studenti delle scuole di salutare la bandiera come mezzo per instillare patriottismo; nell'Annuario del 1936 dichiarò che i testimoni di Geova battezzati che salutavano la bandiera stavano infrangendo il loro patto con Dio ed erano quindi "colpevoli di morte". Nel 1940 in 43 stati i bambini furono espulsi per essersi rifiutati di salutare la bandiera e la Watch Tower Society portò la maggior parte dei casi in tribunale, con Rutherford che guidò personalmente il caso senza successo di Minersville School District contro Gobitis. La controversia sulla questione del saluto alla bandiera si intensificò e gli attacchi della folla divennero prevalenti in molti stati degli Stati Uniti fino al 1943, quando la corte annullò la sua precedente decisione nel caso West Virginia State Board of Education contro Barnette. Una rivista giuridica statunitense notò come i Testimoni di Geova avevano contribuito a plasmare il corso della legge costituzionale, sottolineando: "Attraverso un contenzioso quasi costante questa organizzazione aveva reso possibile un elenco sempre crescente di precedenti riguardanti l'applicazione del 14° emendamento alla libertà di parola e religione".
Nel 1936 Rutherford rifiutò la convinzione che Gesù fosse stato giustiziato su una croce romana, a favore di un palo verticale o "albero".
Nel 1950 fu pubblicata la prima parte (Il Nuovo Testamento) di una loro traduzione biblica, ovvero la Traduzione del Nuovo Mondo delle Scritture greco-cristiane in inglese; l'opera completa venne pubblicata nel 1961 e successivamente tradotta in italiano. I Testimoni di Geova da allora utilizzano principalmente questa versione della Bibbia (tradotta e redatta da autori anonimi, come avviene per tutte le pubblicazioni del movimento, «al fine di non richiamare l'attenzione sulla persona», deviandola dal testo). Questa traduzione ha alcune particolarità che hanno attirato critiche da parte di studiosi appartenenti ad altre confessioni religiose.
Nel 1953 abbandonarono ufficialmente l'idea che il trono di Geova Dio fosse localizzato nelle Pleiadi, considerate da molti il centro dell'universo fino agli anni trenta.
Nel 1968 assunsero un atteggiamento critico nei confronti del trapianto degli organi, non esplicitamente vietato ai membri del movimento, rivisto nel 1980, dove si metteva in evidenza che era una questione di coscienza individuale.
Nel 1971 la guida dei Testimoni di Geova assunse una forma collegiale, vedendo la nascita del Corpo Direttivo. Quest'organo divenne l'effettiva guida del movimento il 4 dicembre 1975, quando venne approvata la riforma tramite la quale si ridussero notevolmente i poteri del Presidente della Società Torre di Guardia.
Nel 1973 condannarono, sulla base dell'interpretazione del passo biblico 2 Corinti 7:1, la pratica di fumare, considerando il fumo una "contaminazione di carne e di spirito" e pertanto un atto impuro, spiegando che un associato poteva essere per tale atto disassociato (espulsione dalla congregazione cristiana).
Nel 1982 i testimoni concepirono il MEPS, un sistema editoriale multilingue, non commerciale, per la gestione simultanea di più di 700 lingue diverse per la diffusione della Bibbia e di pubblicazioni bibliche nel mondo.
Nel 2017 nell'edizione per lo studio de La Torre di Guardia di febbraio, alla pagina 26, paragrafo 12, si affermò pubblicamente che il Corpo direttivo non è ispirato e nemmeno infallibile.

## Dottrina
I testimoni di Geova affermano di professare il cristianesimo del I secolo.
Il loro movimento pone l'accento su una interpretazione letterale delle Sacre Scritture (eccetto in quei casi in cui il significato è chiaramente simbolico o figurato), considerate come parola di Dio infallibile, opera promossa dal corpo direttivo dei Testimoni di Geova nella sede centrale dei testimoni di Geova a Warwick, New York.

### Interpretazione della Bibbia

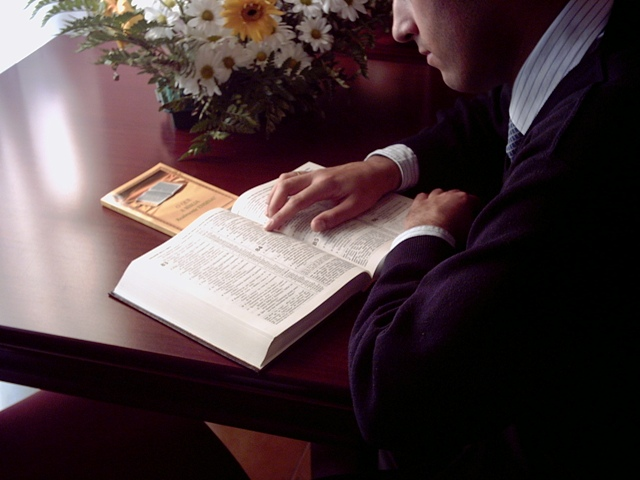
Studio della Bibbia utilizzano La Traduzione del Nuovo Mondo e una pubblicazione ausilio per lo studio biblico, "Cosa insegna realmente la Bibbia?"

La questione della corretta interpretazione della Bibbia è centrale nel movimento dei testimoni di Geova: la sua stessa fondazione si deve alla volontà di ritornare ad una lettura considerata più esatta del testo biblico attraverso il suo studio da parte di un gruppo di devoti, quando il movimento non aveva ancora un nome ufficiale, studenti biblici. Il metodo utilizzato per consentire alla Bibbia d'"interpretare se stessa" è quello sinottico, non limitato ai soli Vangeli, ma per l'appunto alle intere Sacre Scritture.
Due versetti sono determinanti a questo riguardo. In Genesi Cap. 40:8 il profeta Giuseppe, figlio di Giacobbe, sotto ispirazione afferma che le interpretazioni appartengono a Dio, mentre nella prima lettera di Giovanni cap.4, v.1, il cristiano viene esortato a mettere alla prova le espressioni ispirate per vedere se hanno origine da interpretazione umana o da Dio.
Poiché per i testimoni di Geova lo studio della Bibbia e la ricerca della Verità è l'esigenza principale di ogni fedele, essi stampano e diffondono gratuitamente copie della Bibbia in tutte le principali lingue del mondo (pubblicata per intero o in parte in più di 307 lingue della loro traduzione e di alcune lingue di altre traduzioni usate comunemente). A questo stesso proposito, i testimoni hanno un sito web ufficiale tradotto in 1097 lingue (incluse varie lingue dei segni) che consente sia la lettura della loro traduzione della Bibbia on-line in moltissime lingue, sia il raffronto di ogni singolo passo con analoghe citazioni in ogni altro punto della Bibbia, il che rende più semplice effettuare ricerche.
Inoltre, per i testimoni di Geova è il corpo direttivo (che secondo la loro visione è lo "schiavo fedele e saggio" menzionato nei vangeli in Matteo 24:45 e Luca 12:42) a spiegare l'interpretazione delle Sacre Scritture. Il corpo direttivo si riunisce collegialmente quando si tratta di riesaminare insegnamenti biblici che includono l'esatta comprensione delle profezie e dei tempi di Dio riguardanti il suo proposito per la terra, il quale si realizzerà dopo il giorno del giudizio, ad Armaghedon.
Non hanno la pretesa di essere depositari di verità, sulle profezie relative al futuro non ancora adempiutesi, ma si ritengono usati da Dio per discernere al suo tempo stabilito le istruzioni, che essi sostengono provenire dallo spirito santo, dal quale si ritengono guidati. Non hanno un leader, all'interno del gruppo, né esiste un voto di maggioranza per modificare intendimenti preesistenti o produrne di nuovi, ma dopo aver esaminato la questione in preghiera, aspettano che tutti siano concordi prima di mettere sulla pagina stampata quello che loro ritengono debba essere l'illuminazione di provenienza divina per quelle stesse scritture esaminate. Nell'agire così soddisfano i requisiti espressi nei passi delle lettere di Pietro: "Nessuna profezia della Scrittura sorge da privata interpretazione". Questo significa che anche se i cambiamenti ritenuti necessari sono rimessi all'approvazione del collegio, nessuno è estromesso dal proporre suggerimenti migliorativi purché ci sia certezza che tale intendimento sia in perfetta sintonia con le scritture e vi si riconosca la guida dello spirito santo. L'umiltà del Corpo Direttivo concede con la rubrica "domande dei lettori", mediante lettere, a tutti di dimostrare che in quella determinata situazione siano stati usati da Dio. La posizione dello Schiavo fedele e saggio resta però massimamente autorevole, in altre parole, chiunque sia la persona che dimostra inesatto o incompleto un intendimento su un versetto biblico, sarà poi sempre il corpo direttivo a dover decidere in ultima analisi, prima di passare ad una effettiva pubblicazione su Torre di Guardia o su libri.
Tale posizione deriva dalla convinzione che lo spirito santo guidi i suoi servitori tramite l'organizzazione dei testimoni di Geova.
I testimoni di Geova sono per questo vivamente incoraggiati a studiare la Bibbia ogni giorno sia attraverso la lettura diretta del testo sia attraverso i testi pubblicati dalla società dei testimoni stessi. In queste pubblicazioni, corredate da versetti della Bibbia (principalmente tradotti sulla base della versione nota come Traduzione del Nuovo Mondo) e con domande predisposte, viene esplicato il punto di vista biblico dei testimoni agli aderenti. L'attività di studio riveste tale importanza (poiché ritenuto edificante per la fede) che vengono indicati quattro modi per rafforzarsi regolarmente:
( Rimanete al sicuro nel popolo di Dio, in La Torre di Guardia, 15 giugno 2010,  p. 7.)
Inoltre settimanalmente, ad una loro adunanza studiano un argomento biblico specifico basato sulla loro rivista La Torre di Guardia, partecipando con commenti basati su domande prestabilite dall'articolo della rivista e ampliando i concetti con versetti in tema all'argomento trattato. Le versioni bibliche relative a questi articoli "Torre di Guardia" contemplano oltre che la loro Traduzione del Nuovo Mondo, anche diverse versioni di altre confessioni religiose.

### Trinità
I Testimoni di Geova credono all'unicità di Dio e rigettano la dottrina trinitaria (vedi Antitrinitarismo), secondo la quale Dio sarebbe uno e allo stesso tempo trino (Padre, Figlio e Spirito Santo), sulla scorta di un'analisi della Bibbia che a loro avviso né esplicita né lascia supporre il concetto trinitario. I testimoni affermano infatti che il Padre ovvero Geova, è la Causa Prima, auto-esistente, eterno, onnisciente ed onnipotente. Egli non è onnipresente, ma ha un corpo spirituale che risiede in un luogo specifico. Ha creato il mondo con il Figlio, Gesù, il quale è la prima delle creature del Padre e quindi "unigenito" perché creato direttamente da Lui. Affermano questo sulla base dei seguenti passi biblici: nell'Apocalisse viene chiamato "il Principio della creazione di Dio" Apocalisse 3:14 e dall'apostolo Paolo nella lettera ai Colossesi "Egli è immagine del Dio invisibile, generato prima di ogni creatura" Colossesi 1:15.
Prima di incarnarsi, Gesù era noto come il logos o "la Parola". Incarnatosi, perì per riscattare i peccati del genere umano.
Inoltre i testimoni identificano Gesù con l'arcangelo Michele, (Letteralmente dall'ebraico: "Chi è simile a Dio?") capo dell'esercito angelico che combatterà contro Satana e i suoi demoni "alla fine dei tempi", nel momento indicato dal libro Apocalisse (o Rivelazione).
I testimoni asseriscono che lo Spirito Santo di Dio è la sua forza attiva e non una persona distinta da Lui quindi né il Figlio coincide con il concetto biblico di Dio né lo Spirito Santo.
Il Giovanni 1:1 viene tradotto dai testimoni di Geova: "In principio era la Parola, e la Parola era con Dio, e la Parola era un dio". Sostengono che tra "il Dio" e "un dio" c'è una netta distinzione, l'appellativo utilizzato per il padre, τον θεον (ton theon), differisce da quello utilizzato per la parola, θεος (theos) che ne sottolinea la natura divina e spirituale ma non l'eguaglianza a Dio. Sostengono inoltre che molte altre traduzioni traducono il passo di Giovanni come lo traducono i testimoni (dio con d minuscola; inglese: The Word was a god) come per esempio le 149 traduzioni elencate da Grzegorz Kaszyński in un documento.
L'opuscolo Cosa richiede Dio da noi dice testualmente
- «Trinità: Geova è forse una Trinità, tre persone in un Dio? No! Geova, il Padre, è il solo vero Dio» (Giovanni 17:3; Marco 12:29)
- «Gesù è il Figlio primogenito di Dio, e gli è sottomesso» (1 Corinti 11:3)
- «Il Padre è maggiore del Figlio.» (Giovanni 14:28)
- «Lo spirito santo non è una persona; è la forza attiva di Dio.» (Genesi 1:2; Atti 2:18).

### Inferno e immortalità dell'anima
Una delle principali dottrine che distingue i testimoni di Geova dalle altre chiese della cristianità, è la dottrina dell'inferno e il relativo tormento eterno per tutti coloro che nella vita terrena sono stati peccatori impenitenti e commesso peccati mortali e che quindi l'anima sopravviva alla morte del corpo. I testimoni di Geova asseriscono che anche questa credenza trova radici nel paganesimo e, secondo il loro punto di vista, «risale alle antiche civiltà mesopotamiche dei sumeri e dei babilonesi. In seguito fu adottata dai greci, i cui filosofi, come Platone, perfezionarono la teoria. La loro raffinata credenza dualistica in “corpo e anima” entrò a far parte delle credenze apostate degli ebrei».
Il pensiero dei testimoni su questa dottrina è espresso in molte loro pubblicazioni. La loro rivista ufficiale, La Torre di Guardia parlando dell'inferno e del tormento eterno osserva:
Il termine ebraico Sceol, che si riferisce alla “dimora dei morti”, è tradotto “inferno” o “inferi” in alcune versioni della Bibbia. Cosa rivela questo passo sulla condizione dei morti? Vanno a soffrire nello Sceol per espiare i loro errori? No, visto che “non sanno nulla”. Ecco perché il patriarca Giobbe, in preda a terribili sofferenze dovute a una grave malattia, implorò Dio: “Oh, ti piacesse nascondermi nell’inferno [ebraico, Sceol]”. (Giobbe 14:13, Sales) Giobbe 14:13 Questa richiesta non avrebbe senso se lo Sceol fosse un luogo di tormento eterno. In senso biblico l’inferno è semplicemente la comune tomba del genere umano, dove ogni attività cessa.
Questa definizione di inferno non è forse più logica e in armonia con le Scritture? Quale delitto, per quanto orribile, potrebbe indurre un Dio di amore a torturare una persona in eterno? (1 Giovanni 4:8) Ma se il concetto di un inferno di fuoco è errato, che dire della vita in cielo? Confrontate questi versetti biblici: Salmo 146:3, 4; Atti 2:25-27; Romani 6:7, 23»
(La Torre di Guardia 1º novembre 2009, pag. 2)
Inoltre il pensiero dei testimoni sulla dottrina della immortalità dell'anima è riassunto nella rivista La Torre di Guardia del 1º luglio 2011, pag. 7 da ciò che essi considerano «tre verità fondamentali contenute nella Bibbia:
1. È proposito di Dio che la terra sia l'eterna dimora dell'umanità, non un temporaneo banco di prova atto a stabilire chi merita di vivere con lui in cielo. Se Adamo ed Eva avessero ubbidito alle leggi di Dio sarebbero ancora vivi qui su una terra paradisiaca. — Genesi 1:27, 28; Salmo 115:16.
2. Mentre quasi tutte le religioni insegnano che l'uomo ha un'anima, una sorta di entità immateriale che risiede dentro di noi, la Bibbia insegna qualcosa di più semplice. L'uomo è “un'anima vivente” tratta “dalla polvere del suolo” (Genesi 2:7). La Bibbia non dice mai che l'anima sia immortale. Dice che può essere uccisa o distrutta, cessando completamente di esistere. (Salmo 146:4; Ecclesiaste 9:5, 10; Ezechiele 18:4, 20) La prima anima, Adamo, morì e tornò alla polvere da cui era stata creata. Tornò a uno stato di inesistenza. — Genesi 2:17; 3:19.
3. Le prospettive di vita futura dell'uomo non dipendono dall'avere un'anima immortale che va in un mondo spirituale, ma dalla promessa divina di risuscitare i morti su una terra paradisiaca. — Daniele 12:13; Giovanni 11:24-26; Atti 24:15.»

### Predicazione

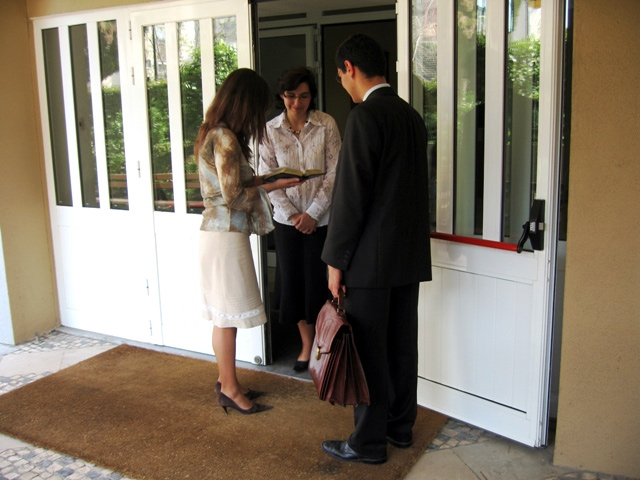
Predicazione casa per casa (Sofia)

Ogni testimone di Geova attivo della congregazione dedica del tempo, come servizio volontario, alla predicazione di ciò che è definita la buona notizia del Regno, ovvero l'annuncio della speranza biblica di un nuovo mondo giusto e migliore, agendo in qualità di proclamatore della Parola di Dio. La predicazione è svolta di "casa in casa", ovverosia mediante il recarsi fisicamente di abitazione in abitazione per parlare con i residenti ed informarli del contenuto del messaggio biblico. Questa modalità di predicazione è stata scelta perché ritenuta praticata dai primi cristiani. In queste circostanze si avvalgono della Traduzione del Nuovo Mondo delle Sacre Scritture e di pubblicazioni come La Torre di Guardia, Svegliatevi!, opuscoli, libri e volantini che lasciano gratuitamente a chi li ascolta. Inoltre, parlano del loro messaggio anche in maniera informale, facendo chiamate telefoniche o scrivendo lettere a persone del territorio assegnato alla Congregazione.

### Separazione dal mondo
()

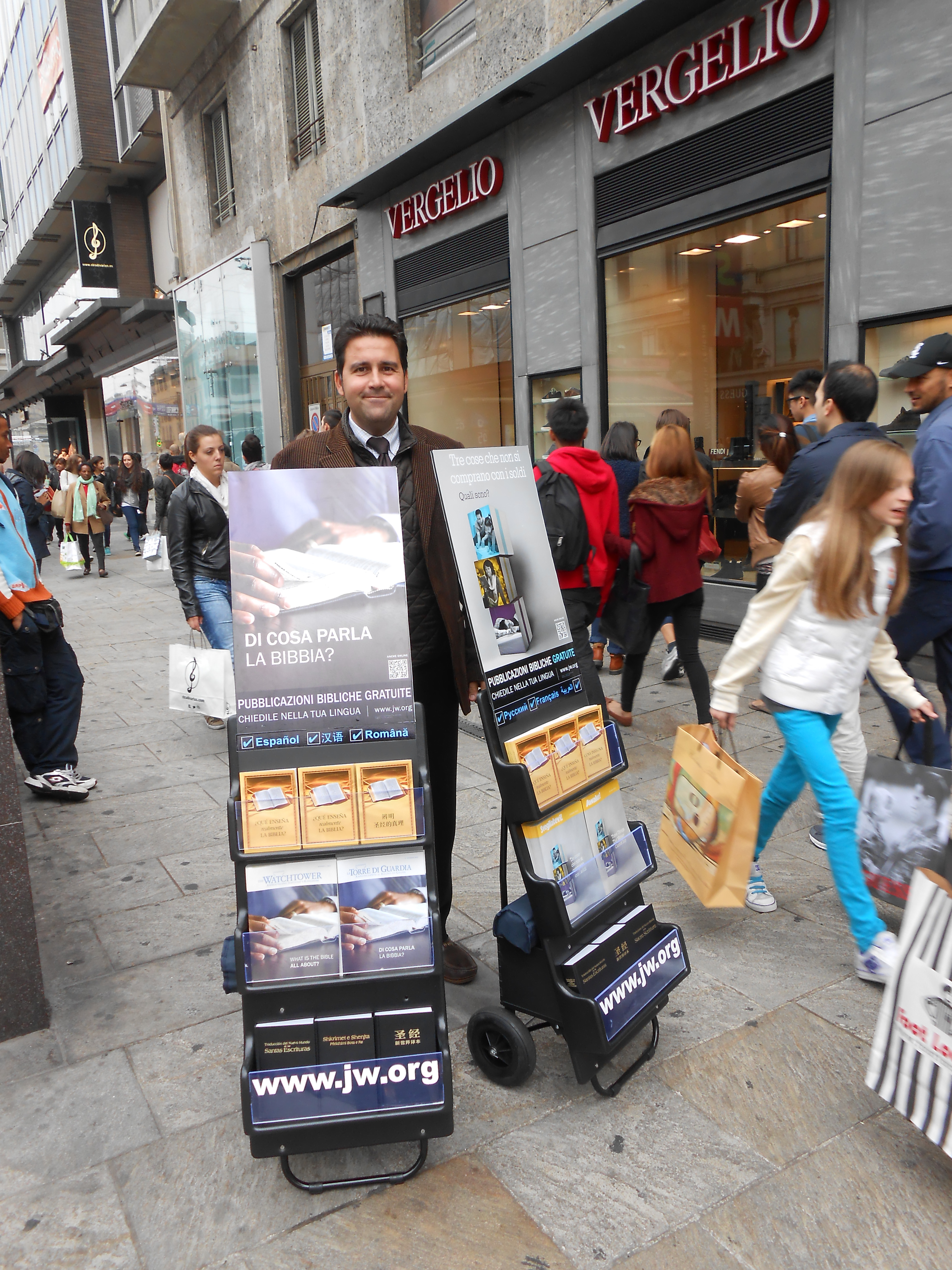
Espositori mobili con in mostra alcune tra le principali pubblicazioni dei testimoni di Geova. Oltre alla predicazione di casa in casa i testimoni di Geova predicano nelle piazze e nei centri urbani - Milano 2013, Corso Buenos Aires, Italia

I testimoni di Geova predicano la separazione dal "mondo" sulla base della loro interpretazione della Bibbia, intendendo con tale parola la società umana estraniata da Dio, più specificatamente:
1) Tutte le organizzazioni religiose diverse dalla loro, che diffondono dottrine pagane ed estranee all'insegnamento di Gesù. Per questo motivo vengono chiamate secondo quanto afferma Rivelazione 16:19: Babilonia la Grande che identificano come l'impero mondiale della falsa religione non sostenendo né partecipando ai movimenti per l'unione delle fedi.
2) Le organizzazioni e i governi politici, che si propongono come soluzione ai problemi dell'umanità comprese le Nazioni Unite (alla quale si sono registrati come ONG per alcuni anni allo scopo di usufruire della biblioteca interna dell'ONU stessa, salvo poi ritirare l'iscrizione quando l'ONU ha iniziato a richiedere l'adesione ai suoi principi, condizione giudicata inaccettabile). Per le stesse ragioni - ma anche per il rispetto di ulteriori prescrizioni bibliche in tal senso - si astengono dall'uso delle armi e dall'adesione a corpi militari, praticando l'obiezione all'uso delle armi. Si astengono dall'esprimere il proprio voto politico, perché solo la legge di Dio è capace o degna di governare il mondo. Rispettano le decisioni prese dalle autorità governative nei limiti di quanto concesso dall'autorità di Geova, in quanto Gesù stesso disse:"Date a Cesare ciò che è di Cesare e a Dio ciò che è di Dio". I testimoni mostrano quindi sottomissione relativa alle autorità governative, ma riconoscono che solo Dio merita sottomissione assoluta. Quando una legge umana contrasta con una legge divina contenuta nella Bibbia, rispettano la divina;
3) Il sistema commerciale avido e corrotto. A tal proposito è opportuno segnalare che la vita dei fedeli è principalmente incentrata sulla spiritualità, per cui gli stessi sono invitati a mantenere una condotta frugale per "non essere distratti dalle cose materiali".

### Creazione
I Testimoni di Geova affermano di credere nella creazione ma non nel creazionismo, in quanto quest'ultimo termine viene generalmente associato, specialmente nei paesi anglofoni, a gruppi fondamentalisti cristiani che interpretano la Bibbia in maniera estremamente letterale e le cui teorie non sono condivise dai Testimoni di Geova stessi. Per esempio, i creazionisti insegnano che le specie siano rimaste immutate dal momento della creazione, mentre i Testimoni di Geova credono che Dio abbia creato attraverso suo figlio Gesù, impiegato e incaricato quale co-creatore, o Artefice (Proverbi 8:30), tutte le principali specie e che queste nel corso del tempo abbiano subito lievi variazioni, ma sempre all'interno delle stesse specie, insegnamento che ritengono non essere in contrasto con la scienza moderna.

### Millenarismo, escatologia, salvezza

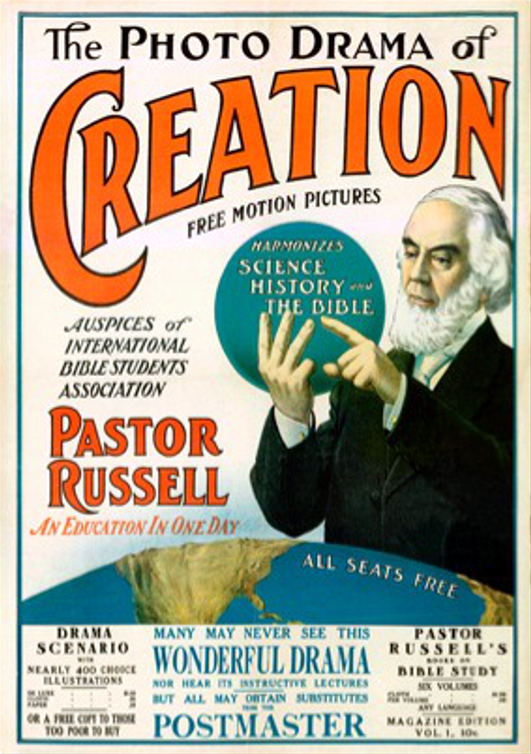
Poster promozionale del Fotodramma della Creazione di Charles Taze Russell (1912-1914), film prodotto dalla Società Torre di Guardia esplicativo della dottrina dei testimoni. All'epoca costò una fortuna, 300.000 dollari, che oggi sarebbero più di 7.000.000.

È ricorrente nei testimoni di Geova il riferimento millenaristico agli "ultimi giorni" di questo mondo, dopo i quali sorgerà un nuovo "Regno di Dio" retto da Cristo, il quale dominerà la terra con giustizia e pace ed abbatterà il "mondo malvagio". Geova interverrà per riportare il mondo allo stato precedente alla prima disubbidienza, adempiendo così, nella concezione dei testimoni, quello che Gesù ha insegnato nella sua preghiera, il Padre nostro: Padre nostro che sei nei cieli, sia santificato il tuo nome; venga il tuo regno; sia fatta la tua volontà anche in terra come è fatta in cielo (Matteo 6:9-10).
Cristo, presente oggi solo come governante in cielo in attesa di intervenire, nel giorno denotato nell'Apocalisse come Armageddon giudicherà quale Re e Sommo Sacerdote investito da Geova le persone di questa terra.
In merito agli eventi attesi del ritorno di Gesù e della fine del "mondo malvagio" i testimoni di Geova non parlano di fine del mondo bensì di "fine del sistema di cose". Infatti, per i testimoni di Geova, la fine non significherà la distruzione del pianeta Terra o della vita su di essa, come inteso ad esempio da alcune altre confessioni, ma più semplicemente la fine di un sistema di vita basato sull'egoismo, la fine della malvagità con l'annientamento di tutti gli esseri umani che non hanno voluto riconoscere l'autorità e la sovranità del loro creatore Geova e che saranno da Lui giudicati, la distruzione di tutti i sistemi politici, economici e religiosi oggi esistenti e l'avvento letterale del Regno teocratico di Dio sulla Terra.
Più specificatamente, secondo la loro dottrina, nel 1914 Gesù Cristo avrebbe cominciato a regnare come re del celeste governo di Dio: da questa data il mondo è negli "ultimi giorni", che concludono un periodo di millenni dell'intero sistema mondiale. Appena divenuto tale, Gesù avrebbe scacciato Satana e i suoi angeli malvagi dal cielo, scagliandoli sulla Terra, determinando a partire dal 1914 un peggioramento progressivo della situazione dell'umanità sulla medesima.
La scelta della data del 1914 è dovuta al fatto che il fondatore del movimento Russell, influenzato dall'Avventismo, riteneva che il secondo avvento di Cristo con la ascesa al cielo dei fedeli avrebbero avuto luogo nel periodo tra l'ottobre 1914 e l'ottobre 1915, basando tali datazioni sullo studio delle profezie bibliche. Una di queste profezie è riportata nel libro biblico di Daniele, dove i Testimoni di Geova basandosi su date storiche tracciano la Cronologia dei 7 tempi, servendosi di avvenimenti profetici come punti di partenza e di arrivo nel contare gli anni di questi tempi, al termine dei quali è possibile pervenire al 1914 come anno in cui terminano i tempi dei gentili, menzionati da Gesù, nel libro di Luca. questi tempi dei gentili vengono definiti anche "tempi fissati delle nazioni"

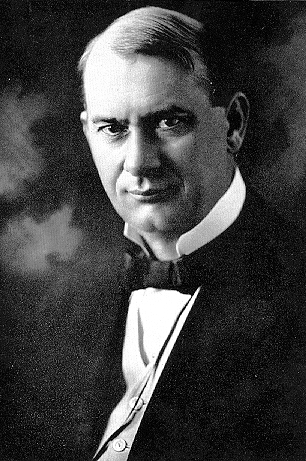
Joseph Franklin Rutherford nel 1910 circa

Successivamente Rutherford, nel suo libro Milioni ora viventi non moriranno, indicò nel 1925 l'anno della venuta di Armageddon; in un discorso radiofonico del 1969 Nathan Knorr indicò nell'anno 1975 la fine di 6000 anni dalla creazione del primo uomo, Adamo e la possibilità di Armaghedon. Dopo il 1975 i Testimoni riconobbero l'impossibilità di stabilire una data di cui perfino Gesù Cristo dichiarava di non conoscere durante la sua esistenza umana. I testimoni continuano fino ad oggi a dare enfasi al 1914 indicando l'anno, come l'inizio di "un tempo di afflizione" che porterà alla fine del sistema malvagio di cose.
Anche se si è spesso insistito su alcune date, soprattutto il 1975, indicate dai testimoni di Geova come il termine dell'attuale sistema di cose, l'interpretazione posteriore che questi danno delle pubblicazioni precedenti a quegli anni, afferma che su alcune date si è trattato di speculazioni più o meno diffuse tra i testimoni, ma mai veramente confermate dalla Torre di Guardia. In questa rivista, rilevano gli stessi Testimoni di Geova, il Comitato Direttivo ha in realtà avuto un atteggiamento possibilista su queste date, senza prendere una posizione definitiva. I testimoni sostengono oggi che in realtà avevano assunto e consigliato di essere possibilisti e non dogmatici, ma che i testimoni di allora non seguirono quel consiglio e vennero pertanto pubblicate e diffuse altre dichiarazioni sull'argomento, in forma più specifica di quanto fosse consigliabile.
Per quanto concerne la generazione che avrebbe assistito alla distruzione del "mondo malvagio", pur tra discordanze in alcune pubblicazioni dei testimoni, fino al 1995 era comune la credenza che essa fosse quella già in vita nel 1914.
Nel 1995 un'ulteriore ricerca interpretò il termine "generazione" usato da Gesù in Luca 21:32 come connotazione morale e non solamente temporale e pertanto includente tutti i contemporanei che osservavano i segni degli "ultimi giorni" ma non agivano prontamente per trovare il favore di Dio. Recentemente, dopo un ulteriore approfondimento dottrinale, è stato nuovamente reinterpretato il termine "generazione", che farebbe riferimento agli "unti" ancora in vita qui sulla terra in grado di comprendere i segni degli "ultimi giorni".
Inoltre, per i testimoni, è assodato quanto segue, sulla base dell'interpretazione dei passi biblici indicati:
- Il regno di Dio porterà sulla terra condizioni di vita ideali (Riv. 7:9, 10, 13-17)
- La Terra non sarà distrutta o spopolata (Eccl. 1:4; Isa. 45:18; Sal. 78:69)
- Dio eliminerà l'attuale sistema di cose (Dan. 2:44, Isa. 34:2; 55:10, 11)
- I malvagi saranno distrutti per sempre (Matt. 25:41-46;)
- Le persone che Dio approva riceveranno la vita eterna (Giov. 3:16; 10:27, 28; 17:3; Mar. 10:29, 30)

Per ottenere la salvezza è necessaria una forte fede arricchita dalle opere (Giacomo cap.2 versetto 26), poiché "per ottenere l'approvazione da parte di Geova", spiega This Good News of the Kingdom (Questa buona notizia del Regno), bisogna "restare fedeli a Geova fino all'Armageddon e poi nel nuovo mondo" (Matteo cap.24 versetto 13; Rivelazione e Apocalisse cap. 19): se si "desidera essere fra queste persone, si deve dimostrare di essere il tipo di persona che Geova vuole già in questo mondo".
Con riferimento alla Salvezza, secondo i testimoni:
- C'è una sola via che conduce alla vita. (Matt. 7:13, 14; Efes. 4:4, 5)
- L'anima umana alla morte cessa di esistere, non esiste dicotomia tra corpo e anima: l'uomo stesso è un'anima. (Ezechiele 18:4; Ecclesiaste 9:10; Salmi 6:5; 146:4; Giovanni 11:11-14; Genesi 2:7)
- L'inferno di fuoco non esiste, il vero significato in greco (tradotto poi in latino) del lemma italiano "inferno" corrisponde alla comune tomba del genere umano. (Giob. 14:13, Martini; Apoc. (Riv.) 20:13, 14)
- La speranza per i morti è la resurrezione che è di due tipi: il risveglio dalla morte alla vita sulla terra restaurata per la grande folla dei Testimoni o in cielo come co-regnanti di Gesù Cristo per i 144.000. (1 Cor. 15:20-22; Giov. 5:28, 29; 11:25, 26)
- La morte scioglie il matrimonio. I resuscitati "non si sposano né le donne sono date in matrimonio": Gesù, con queste parole, si stava riferendo in particolare a coloro che hanno la speranza di vivere in cielo. (Matteo 22:30)
- Soltanto un piccolo gregge di 144.000 unti avrà una risurrezione celeste per regnare con Cristo. (Luca 12:32; Riv. 14:1, 3; 1 Cor. 15:40-53; Riv. 5:9, 10)
- Solo i 144.000, una volta morti verranno rigenerati come figli spirituali di Dio sotto forma di un corpo, appunto, spirituale. (1 Piet. 1:23; Giov. 3:3; Riv. 7:3, 4)

Più specificatamente, con l'Armageddon si avrà la resurrezione dei "giusti" con la ricompensa per le loro buone azioni; la Terra, trasformata in un paradiso, accoglierà i "giusti", mentre si avrà l'assunzione in Cielo del "piccolo gregge", ovverosia 144.000 "santi" o "unti", i migliori tra i "giusti". Per i "malvagi" non ci sarà né inferno né altro, in cui i testimoni non credono ma la distruzione, cioè l'estinzione di tutti gli esseri umani che rifiutano consapevolmente di seguire le norme di Dio.

### Satana
I testimoni di Geova affermano che Satana (identificato da alcune traduzioni della Bibbia anche come Lucifero), sia un personaggio reale e «non un'invenzione dell'uomo per giustificare la propria peccaminosità»; i testimoni affermano che Satana esiste realmente in quanto considerano la Bibbia priva di errori. La risposta di Gesù famosissima: - "Va via Satana", nel racconto biblico del vangelo nelle altrettante famose 3 tentazioni, dimostrano che Gesù fu contattato da un'entità soprannaturale. Il racconto evangelico che pone Gesù di fronte al diavolo e le successive dichiarazioni di Gesù fatte al suo discepolo Giovanni, ci parlano di un potere retto da qualcuno, un individuo con una mente pensante e un corpo spirituale esattamente come lo ha Geova, gli angeli e lo stesso Gesù, è da escludere dunque qualsiasi possibile riferimento al male come fosse un'entità impersonale, o una condizione che coesiste dentro l'anima di una persona capace di farle compiere azioni cattive, ma tali riferimenti convergono tutti verso la conclusione che il male è prodotto da identità di persone, ed il suo ispiratore primo è Satana, il governante dell’autorità dell’aria, lo spirito che ora opera nei figli di disubbidienza.
In origine Satana era un angelo perfetto che si ribellò a Geova e le sue calunnie fatte tramite "un serpente" nell'Eden contribuirono alla disobbedienza di Adamo ed Eva. Sarebbe lui la causa indiretta del peccato originale. Il peccato viene al mondo a causa della disobbedienza delle creature un tempo fedeli a Dio. Il peccato produce la morte. Secondo i testimoni Satana sollevò una contesa che riguardava la supremazia universale e quindi la sovranità stessa di Dio. I testimoni affermano che venne cacciato dai cieli insieme ai suoi demoni nel 1914, data in cui terminarono "i tempi dei gentili" o "i tempi fissati delle nazioni" secondo i testimoni.
I testimoni sono convinti del fatto che Satana sia il Signore che domina con il suo spirito l'odierno ordine delle cose e del mondo, che la società umana sia influenzata e ingannata da lui e dai suoi demoni, e che essi sono anche la causa della sofferenza per gli umani. Inoltre sostengono la sua influenza sui governi del mondo basando questa convinzione sul libro biblico di Apocalisse (capitolo 12), ma allo stesso tempo egli non controlla direttamente ogni singolo capo di Stato umano. Secondo i testimoni, Geova tramite il suo seme (Gesù Cristo) distruggerà Satana e i suoi demoni e il mondo abitato da uomini perfetti non subirà più, per i secoli dei secoli, la sua diabolica influenza.
Pratiche dell'occultismo come la magia, lo yoga, il reiki, la cartomanzia, l'astrologia, alcuni tipi di meditazione, l'ipnosi, lo spiritismo e la chiaroveggenza sono ritenute di entità demoniache..

### Sessualità e proibizioni
I testimoni di Geova condannano apertamente rapporti sessuali prematrimoniali, adulterio, masturbazione, rapporti omosessuali (considerati una perversione), e non praticano l'aborto e l'eutanasia. Testimoni che hanno rapporti sessuali prima del matrimonio, oppure extraconiugali, in caso di mancato pentimento possono anche essere espulsi dalla congregazione.
La struttura familiare è basata sull'operato e le decisioni dei genitori. Il padre e la madre sono considerati responsabili della educazione dei figli, dei loro fabbisogni materiali, della loro spiritualità e degli aspetti emotivi dei figli.
I matrimoni devono essere monogami e registrati legalmente alle autorità. Il matrimonio con un non credente, cioè una persona che non fa parte dei testimoni di Geova, viene fortemente disapprovato. Vi è una forte opposizione da parte dei testimoni di Geova anche nei confronti del divorzio, e la possibilità di risposarsi è totalmente proibita se il divorzio non viene ottenuto per adulterio come causa di divisione, che dai testimoni viene considerato un "divorzio scritturale".
Se il divorzio viene ottenuto per un'altra ragione qualsiasi, il secondo matrimonio viene considerato adultero, a meno che il partner precedente non sia morto oppure viene considerato a partire da quel momento sessualmente immorale. In casi quali maltrattamenti ed abusi fisici estremi, la volontà di non supportare la famiglia, e ciò che in termini religiosi i testimoni di Geova chiamano "assoluta messa a rischio della spiritualità", può essere considerata la separazione legale tra i coniugi.
I testimoni consentono l'uso solo di metodi e presidi contraccettivi non abortivi ed esclusivamente all'interno della vita sessuale matrimoniale.

### Fumo, droghe, alcool e suicidio
Ritenendo la vita sacra, essi rifiutano il consumo di tabacco, l'utilizzo non terapeutico di sostanze stupefacenti illegali, e non fanno abuso di alcool. Il suicidio viene considerato dai testimoni di Geova come un "omicidio auto-inflitto" e un peccato contro Geova.

### Ricorrenze
L'unica ricorrenza religiosa dei testimoni di Geova è la celebrazione dell'ultima cena, definita la Commemorazione o Pasto serale del Signore. Viene celebrata una volta sola all'anno, il 14 del mese ebraico di Nisan, ossia nel giorno in cui ricorre la Pasqua ebraica. Durante la commemorazione i testimoni utilizzano pane non lievitato e vino rosso non adulterato, che richiamano l'ultimo pasto di Cristo. Pane e vino vengono fatti passare di mano in mano tra i presenti, ma vengono consumati solo dagli "unti", ovverosia da quei membri della congregazione considerati parte dei 144.000 "santi" che "andranno a regnare in cielo assieme a Cristo dopo l'istituzione del "nuovo sistema celeste e terreno".
I fedeli non festeggiano ricorrenze legate ad altre religioni o considerate di origini pagane, come i compleanni, il Natale, il capodanno, l'Epifania, halloween, walpurgisnacht, ferragosto, il Carnevale e diwali, ma non è fatto divieto di creare altre occasioni di ritrovo. Non è posto alcun divieto al festeggiamento di anniversari di matrimonio.

## Organizzazione

### Struttura della congregazione

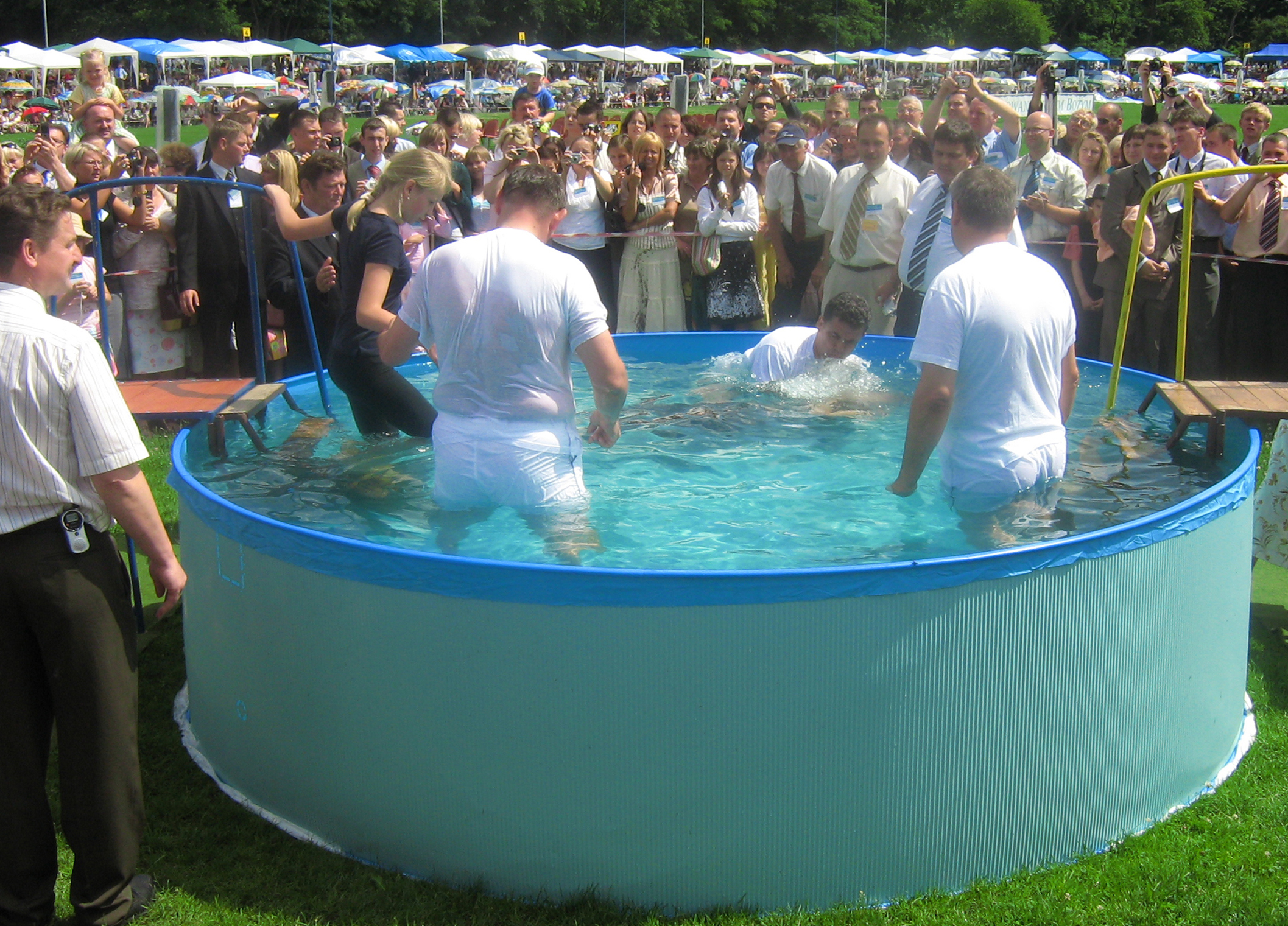
Battesimo dei Testimoni di Geova ad un congresso

La sede centrale dei testimoni di Geova è a Warwick, New York: qui vi ha sede la Società Torre di Guardia, principale soggetto giuridico del movimento, oltre al corpo direttivo della medesima, che sovrintende alle attività mondiali della congregazione. L'organizzazione dei testimoni di Geova "è guidata e diretta in modo teocratico da questo corpo direttivo. La legittimazione dello stesso all'esercizio di tale funzione deriva dal fatto che, secondo la dottrina dei testimoni, esso è portavoce dello "schiavo fedele e discreto".
Esso è deputato tra l'altro a fornire le indicazioni dottrinali e disciplinari ai membri del movimento, che vengono diffuse attraverso la cosiddetta "letteratura biblica", costituita di pubblicazioni periodiche a cura della congregazione. La "letteratura biblica" ha grande peso presso i testimoni, per quanto, come asserito entro le varie pubblicazioni che ne fanno parte, né gli scrittori né gli editori delle medesime pretendono che quanto scritto sia divinamente ispirato od infallibile.
Tale ruolo è riconosciuto al corpo direttivo perché credono che esso rappresenti il biblico "schiavo fedele e discreto", formato da cristiani "unti" incaricati da Geova di provvedere "cibo spirituale a suo tempo" che fornisce sotto forma di pubblicazioni per lo studio biblico.
Il movimento opera internazionalmente sotto la supervisione del corpo direttivo attraverso diverse associazioni religiose no-profit, tra cui ad esempio la Watchtower Bible and Tract Society of New York Inc
e la Watch Tower Bible and Tract Society of Pennsylvania per gli Stati Uniti e l'International Bible Students Association per il Commonwealth delle nazioni. In Italia l'ente opera come ente morale con il nome di Congregazione cristiana dei testimoni di Geova.
I passi da fare per diventare un componente della congregazione Cristiana dei testimoni di Geova consistono, innanzitutto, nell'acquistare conoscenza di Geova e di suo Figlio, Gesù Cristo, questo contribuisce ad accrescere la fede. Invocare regolarmente Geova in preghiera, comprendere la necessità di riunirsi regolarmente con chi condivide la stessa fede; indispensabile il pentimento dei peccati e la conversione, respingendo perciò le pratiche malvagie, la fede spingerà a predicare pubblicamente. Altro passo importante la dedicazione a Geova per fare, a imitazione di Gesù, la sua volontà per ultimo, ma solo in ordine di tempo, simboleggiare la dedicazione con il battesimo in acqua.

Il battesimo avviene per immersione, a seconda dei luoghi, in piscine, in vasche, in fiumi o in qualunque adeguato specchio d'acqua.

Non viene stabilito un limite d'età ma viene preso in considerazione il requisito principale: essere un discepolo di Cristo mentre per un figlio, o una figlia, molto giovane, se sua volontà, saranno i genitori a valutarne i requisiti, anche se alla fine saranno i responsabili della "congregazione", qualsiasi sia la loro età, a stabilire se hanno assorbito i principi biblici a tal punto da avere messo la loro vita in conformità con essi.
In ogni congregazione coloro che ricoprono incarichi di responsabilità vengono chiamati "anziani"; si tratta di uomini spiritualmente maturi il cui compito primario è guidare la congregazione e svolgere l'opera pastorale, così come svolgono altri compiti meno evidenti. Per permettere agli anziani di concentrarsi sull'insegnamento e sull'opera pastorale, altri fratelli assolvono responsabilità nella congregazione,  aiutano il corpo degli anziani svolgendo servizi di utilità pratica, e sono i "servitori di ministero".  Entrambi, al pari di tutti i proclamatori, svolgono attività di predicazione.

Vari "anziani", da diverso tempo nel servizio continuo, vengono impiegati come "sorveglianti viaggianti", ovvero come responsabili itineranti con il fine di sovrintendere all'attuazione delle direttive della congregazione a livello transnazionale.
Alcuni componenti delle congregazioni operano nel servizio definito continuo e vengono chiamati "pionieri".

Quelli che compiono quest'opera per uno o più mesi all'anno sono nominati "pionieri ausiliari" a seguito di una richiesta scritta fatta dallo stesso interessato e, nei mesi relativi ad avvenimenti particolari, vi è la possibilità di compiere lo stesso servizio con un minor numero di ore offrendo così, anche a chi non ha, per svariati motivi, circostanze favorevoli, la possibilità di svolgere questo tipo di attività. Mentre quelli che la compiono per uno o più anni sono definiti "pionieri regolari", anche questi nominati a seguito di una richiesta scritta, dedicano alla predicazione un numero maggiore di ore. Altri, già nel servizio continuo da alcuni anni, vengono scelti per servire come "pionieri speciali" e per essere inviati dove il bisogno è maggiore, questi ultimi impegnano ancora maggior tempo per l'opera di testimonianza.
Tutta l'attività del movimento viene sostenuta tramite contribuzioni volontariee risoluzioni contabili portate all'attenzione della comunità durante una delle adunanze e approvata con alzata di mano.

### Luoghi di culto

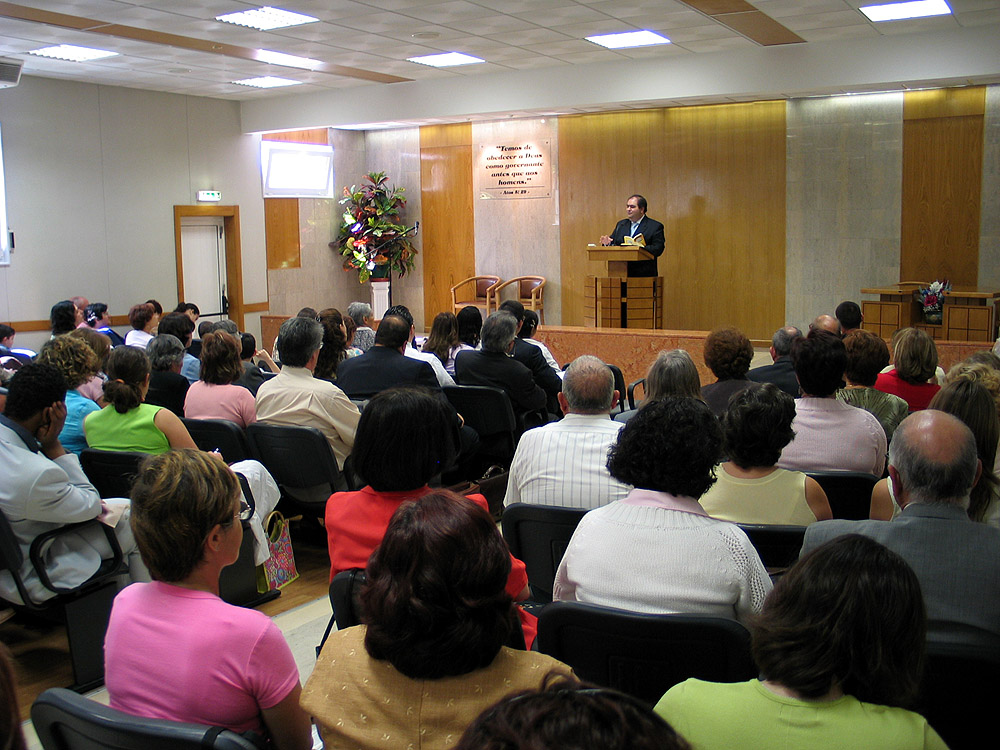
Adunanza in una Sala del Regno

I testimoni di Geova utilizzano come locali di culto le Sale del Regno, oppure sale di maggiori dimensioni chiamate "Sale delle Assemblee". Queste costruzioni vengono utilizzate unicamente per fini religiosi.
Tengono adunanze settimanali con la possibilità per il pubblico di parteciparvi; dal 1º gennaio 2009 vengono raggruppate in due giorni la settimana. Ognuna inizia e termina con un cantico e una preghiera, seguiti dalla trattazione di argomenti biblici e talora di interventi dei presenti.
Le preghiere vengono rivolte solo a Geova; nel corso delle loro cerimonie i testimoni non fanno uso di immagini del divino.
Tre volte l'anno si radunano in 2 assemblee di circoscrizione di un giorno tra le comunità presenti in un dato territorio (l'equivalente delle parrocchie presenti nell'ambito di una diocesi cattolica) ed un congresso di 3 giorni per leggere passi biblici e ascoltare discorsi biblici.
In Italia i testimoni si sono a lungo avvalsi di strutture non proprie e solo recentemente
hanno iniziato ad acquistare edifici per adibirli a luogo di culto o a costruire locali nelle loro proprietà, similmente a quanto fatto in altri paesi.
Una simile opera viene realizzata e finanziata principalmente con il lavoro volontario e non retribuito dei membri della zona unito alle loro contribuzioni volontarie.
Nei raduni religiosi e nelle adunanze organizzate dai testimoni l'ingresso è libero e non sono previste collette.

### Provvedimenti disciplinari
I testimoni di Geova possono essere soggetti a provvedimenti disciplinari: possono essere classificati come "inattivi" oppure possono essere disassociati, ovverosia espulsi, come "trasgressori". Possono inoltre liberamente dissociarsi dalla congregazione. Il segnato è ancora considerato un testimone di Geova, a differenza del disassociato e del dissociato, che comunque, stante una certa condotta e cammino spirituale, possono essere riammessi.
La disassociazione è un provvedimento disciplinare con il quale il "corpo degli anziani", qualora rilevi gravi mancanze di natura morale o errori dottrinali e qualora constati la mancanza di un reale pentimento, espelle un testimone dalla congregazione. Tale organo ha infatti la responsabilità di correggere chi segua una condotta o dottrina errata: può intervenire dando consigli in privato, oppure, se la condotta viene considerata un pericolo spirituale per il resto della congregazione, mediante un discorso rivolto alla comunità locale e basato sulle Scritture nel quale, senza far nomi, indicano ciò che essi ritengono ragioni bibliche per evitare un tale comportamento e, solo come extrema ratio, può procedere con la disassociazione.
Seguendo l'interpretazione del passo biblico di 2 Giovanni, versetti 8, 9 e 10, i testimoni non intrattengono rapporti sociali con i dissociati ed i disassociati salvo si tratti di familiari stretti,, con i quali vengono interrotti solamente i rapporti spirituali stretti. Se il familiare non è convivente ma esistono obblighi familiari (es. figli o genitori anziani) i rapporti sociali con l'espulso sono mantenuti, ma si cerca di limitarli al minimo indispensabile. Nel caso di familiare non prossimo o di persona non legata da vincoli familiari, si interrompono tutti i rapporti sociali non indispensabili.. I disassociati possono, comunque, frequentare le adunanze nella Sala del Regno e contattare gli anziani per ricevere aiuto e poter analizzare la loro posizione (All'atto stesso del procedimento di espulsione, questi riceve dettagliate istruzioni bibliche sulla metodica necessaria per essere riammesso). Una volta all'anno inoltre gli anziani della congregazione visitano i disassociati per incoraggiarli a ravvedersi e confermare loro la possibilità di ritornare all'interno della Congregazione come membri a tutti gli effetti. Secondo statistiche, un certo numero di espulsi è stato riammesso nella congregazione dopo aver cambiato la propria condotta e aver dato chiari e inequivocabili segni di pentimento.
La disassociazione può operare anche senza particolari formalità quando è di pubblico dominio, portando così biasimo sull'Organizzazione, un comportamento che denota una mancanza di fede e costituisce un tradimento dell'organizzazione di Geova, ad esempio la partecipazione alle attività della vita politica, associarsi a un'altra organizzazione religiosa, commettere atti illegali, o commettere immoralità sessuale.
Distinto dai dissociati e disassociati è il "disordinato", ovvero l'inadempiente nei confronti di un principio differente da un comando perentoriamente espresso dalla legge di Geova. Attualmente viene ammonito con un "discorso di segnatura", ovvero reso oggetto di un discorso basato sulle cattive conseguenze della condotta errata da lui tenuta così come indicate dalla Bibbia, nel quale si fa leva sulla disattesa lealtà a Geova e alla sua santa organizzazione. Nell'ammonizione si evita di pronunciare pubblicamente il nome del disordinato. I motivi di ammonizione, documentabile nelle pubblicazioni della rivista La Torre di Guardia, è il fidanzamento od il legame emotivo con una persona non testimone di Geova, in accordo con un'interpretazione delle parole di San Paolo, che si espresse dicendo che una vedova cristiana era libera di risposarsi "solo nel Signore", il modo di acconciarsi i capelli e di vestirsi, alcune forme di svago, e altre condotte che imitino in modo palese condotte non in armonia con i principi biblici.
Il disordinato, ovverosia colui che è nella "condizione di segnatura", può, se reitera nel tempo con gravità crescente e senza pentimento i comportamenti per il quale è stato ammonito, essere disassociato. In definitiva, il disordinato, al contrario del componente meritevole di disassociazione, non commette atti di per sé gravi, mostrando un atteggiamento "trascurato", più che "impenitente", proprio di chi merita l'espulsione. Ciò non toglie però, che a lungo andare, la trascuratezza, come in ogni altro campo, porti ad una totale perdita di aderenza a quei principi cui aveva asserito di attenersi, commettendo azioni gravi senza rammaricarsene. Attualmente, alla congregazione locale, per garanzia della riservatezza, si annuncia la "cessata appartenenza di un elemento alla comunità dei Testimoni di Geova", non specificando se tale appartenenza è avvenuta per espulsione o per allontanamento volontario (dissociazione).

## Diffusione

### Nel mondo

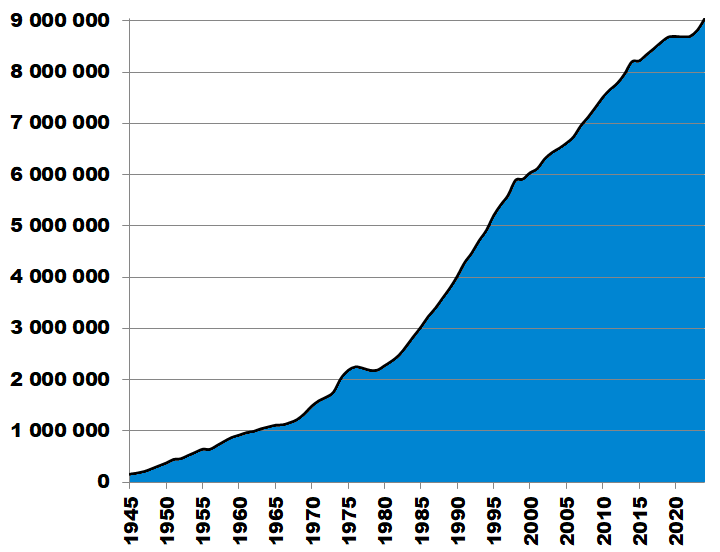
Numero di appartenenti alla comunità negli anni

I Testimoni di Geova considerano come tali coloro che partecipano attivamente all'opera di predicazione (anche senza essere battezzati), ovverosia che svolgono il ruolo di proclamatori ogni mese. Una persona, per diventare proclamatrice non battezzata, deve rispettare dei requisiti che servono agli anziani per capire se la suddetta sia davvero pronta per l'incarico. Non esiste un limite minimo di ore da raggiungere per essere considerati proclamatori attivi. Alla fine del mese, ogni proclamatore deve comunicare al Testimone incaricato dalla propria congregazione se ha partecipato almeno una volta all'opera di predicazione, senza specificare quando e per quanto tempo.
A partire da metà del Novecento fino ad oggi, il tasso annuo di crescita dei membri attivi è stato del 2,5%.
Secondo i dati forniti dall’organizzazione, nel 2022 nel mondo i testimoni di Geova attivi nell'opera di predicazione sono stati in media 8.699.048, organizzati in 117.969 congregazioni presenti in 239 paesi o territori; gli studi biblici tenuti ogni mese nel 2022 sono stati 5.666.182. Inoltre, nello stesso anno, hanno assistito nel mondo alla Commemorazione della morte di Gesù Cristo 19.721.672 persone.

### In Italia

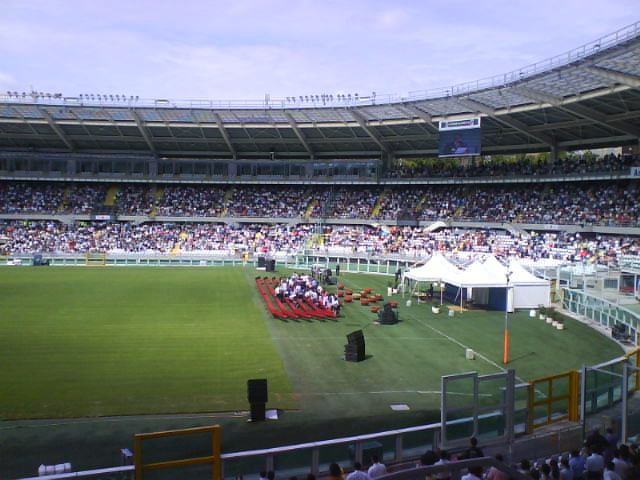
Lo Stadio Olimpico Grande Torino durante un'Assemblea di Distretto dei Testimoni di Geova nel 2009.

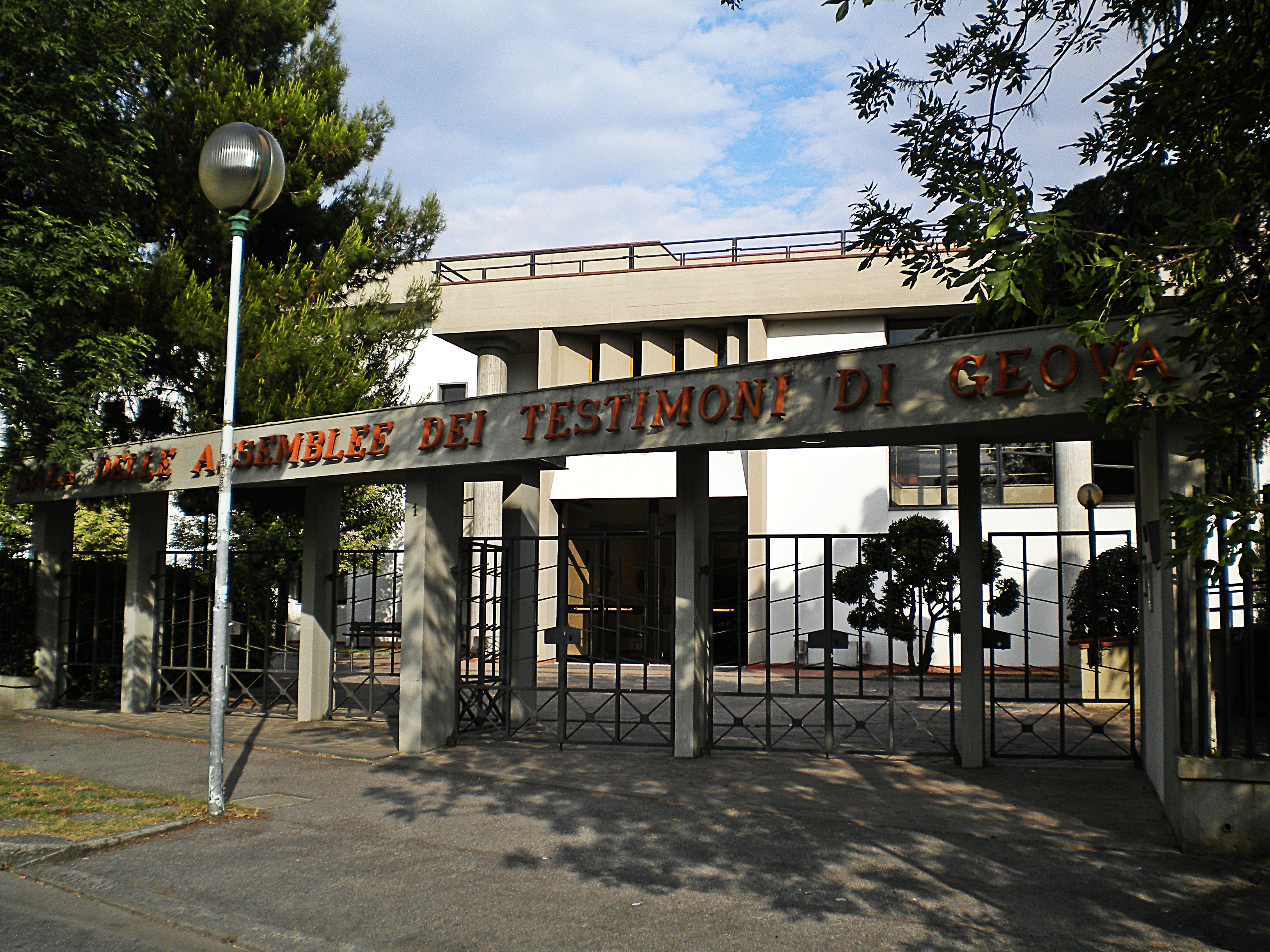
Sala delle Assemblee dei Testimoni di Geova, Galciana (PO)

In Italia i testimoni di Geova hanno costituito un ente con il nome Congregazione cristiana dei testimoni di Geova.
Essa è riconosciuta dallo Stato come "ente di culto" ai sensi dell'art. 2 L. 1159/1929 e dell'art. 10 R.D. 289/1930. È stata riconosciuta come ente morale con personalità giuridica con DPR 31 ottobre 1986, n. 783, su conforme parere del Consiglio di Stato. Tra la Repubblica Italiana e la Congregazione cristiana dei testimoni di Geova è stata stipulata un'intesa ai sensi dell'art. 8 della Costituzione. Il testo, datato 18 novembre 1999 ed approvato a maggioranza dal Consiglio dei ministri il 21 gennaio 2000, è stato sottoscritto dal Governo il 20 marzo 2000. A questo schema di intesa non è ancora seguita però la legge di approvazione ed esecuzione, di competenza parlamentare, il che implica che non se ne può assumere l'immediata efficacia nel diritto statuale. In data 4 aprile 2007 è stato firmato a Palazzo Chigi un nuovo testo dell'intesa, che dovrà essere sottoposto al Consiglio dei ministri per la successiva trasmissione al Parlamento per la conseguente ratifica.
Nel 2019, secondo dati forniti dal movimento, in Italia i testimoni di Geova attivi nell'opera di predicazione sono 251.303 organizzati in 2.955 congregazioni, anno in cui in Italia sono state battezzate come testimoni 4.278 persone e alla commemorazione della morte di Gesù Cristo hanno assistito 414.595 persone.
Secondo una ricerca del CESNUR del 2002, i testimoni di Geova sono la seconda religione in Italia, se si considerano solo i cittadini italiani, o la terza, dopo i musulmani, contando anche gli immigrati. La loro crescita più significativa è avvenuta in Italia nel periodo dagli anni 1960 agli anni 1980 (più 317%), quando sembravano, secondo le parole del CESNUR stesso, "l'unica alternativa al Cattolicesimo".
La presenza dei testimoni in Italia risale al 1903. In questo anno fu edita per la prima volta l'edizione italiana della rivista La Torre di Guardia. Per la stampa delle loro prime opere si affidarono da principio alla Tipografia Sociale, sita in Pinerolo. Originariamente aventi sede a San Germano Chisone, si trasferirono dal 1909 a Pinerolo in provincia di Torino.
Durante il fascismo i testimoni di Geova vennero perseguitati venendo incarcerati e messi al confino; nell'aprile del 1940, 26 membri furono processati dal Tribunale Speciale Fascista e condannati ad oltre 180 anni di carcere. Dopo lo Sbarco a Salerno alcuni furono rinchiusi nei campi di concentramento nazisti, dove almeno un Testimone italiano, Narciso Riet, trovò la morte.

### Organizzazioni scismatiche
Varie organizzazioni si sono separate nel tempo dai testimoni di Geova.
Nel 1920 nacque per iniziativa di Alexander Freytag, precedentemente per 5 anni responsabile della filiale svizzera della Società Torre di Guardia, la Chiesa del Regno di Dio, conosciuta anche col nome di Associazione filantropica degli amici dell'uomo. È presente in Italia, ove pubblica due giornali, il Monitore del Regno della Giustizia ed il Giornale per tutti, e conta secondo stime interne alla chiesa circa 6000 aderenti di cui 1000 attivi. Con essa le differenze sono minime, trattandosi soprattutto del metodo di insegnamento.
Nel 1921 nacque il Movimento interiore laico fondato da Paul S. Johnson, ex oratore degli studenti biblici e collaboratore di Russell, privo di rappresentanza in Italia.
Nel 1928 nacque la Chiesa cristiana millenarista, originatasi quando gli studenti biblici del Connecticut, poi confluiti nella Dawn Bible Student's Association, abbandonarono la Società Torre di Guardia per dissensi dottrinali. Presente in Italia, ha sede a Pescara e vi pubblica il giornale trimestrale La nuova Creazione.
In Romania è presente un gruppo chiamato La Vera Fede i Testimoni di Geova, che contesta alcuni aspetti dottrinali propri del movimento principale.
Negli Stati Uniti d'America sono presenti altri tre piccoli movimenti scismatici: sono la House of Yahweh che considera Yahweh il nome sacro di Dio, poi i "Servitori di Yah", che considerano invece Yah come il nome sacro di Dio, e gli "Amici del Nazareno".
In Italia esiste invece l'"Assemblea di Yahweh del Settimo Giorno".

## Aspetti controversi e critiche
I testimoni di Geova sono stati oggetto di critiche e controversie:
- la Chiesa cattolica[204] e altre confessioni cristiane non riconoscono la dottrina dei Testimoni di Geova come cristiana a causa, principalmente, del loro antitrinitarismo, del rifiuto di considerare Gesù uguale a Dio ma invece considerarlo come suo figlio, "il primogenito di tutta la creazione", e come creatura spirituale di identificarlo nell'arcangelo Michele[205][206]; della negazione della natura spirituale e immortale dell'anima[207]; la loro interpretazione della Sacra Scrittura è stata accusata di essere "letterale e fondamentalista, e persino falsificante" dalla Conferenza Episcopale Italiana.[208] I Testimoni di Geova non partecipano al Consiglio Ecumenico delle Chiese[209] (l'organo principale che raduna le differenti Chiese cristiane nel mondo) e non accettano di aderire ad alcuna forma di ecumenismo organizzato, ritenendo preferibile ad esso il solo colloquio con le singole persone.[210]
- sono stati accusati di condizionare pesantemente l'individuo all'interno della congregazione[211][212];
- sono stati criticati per l'astensione dalla vita politica e la conseguente accettazione passiva di ogni forma di Governo[213];
- le interpretazioni della Bibbia date dal Comitato direttivo sono state tacciate di arbitrarietà, poiché, secondo i critici, prive di fondamento letterale e/o contestuale. Oggetto di perplessità è in particolare la Traduzione del Nuovo Mondo delle Sacre Scritture, che presenterebbe errori e sarebbe stata realizzata in modo infedele al testo originale; si afferma, infatti, che sia stata realizzata cambiando il significato della Bibbia al fine di adattarla alla dottrina del movimento[214];
- la concezione millenarista dei testimoni ha suscitato controversie per quanto concerne l'attendibilità delle relative predizioni sull'Armageddon (la Società Torre di Guardia indicò con precisione alcune date, come il 1914, il 1915, il 1918, il 1925 ed il 1975), non realizzatesi[215];
- la pratica del rifiuto delle trasfusioni di sangue[216][217];
- altra critica[213] riguarda la disassociazione. Con questo termine si intende la prassi di espellere dalla congregazione gli associati battezzati che, secondo i testimoni di Geova, trasgrediscono i principi biblici con la loro condotta. Ai testimoni di Geova è predicato di evitare contatti di qualsiasi tipo con chiunque si allontani dai principi della congregazione, compresi i familiari stretti. Solo con i conviventi possono continuare le attività quotidiane ma non quelle di natura spirituale.[218]